# Oceanul Arctic

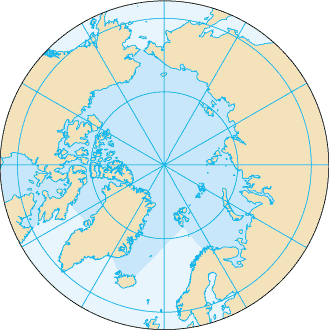
Amplasarea Oceanului Arctic

Oceanul Arctic sau Oceanul Înghețat e un ocean situat în principal în regiunea Polului Nord și este cel mai mic din cele cinci oceane ale lumii, fiind cel mai puțin adânc dintre acestea. Cu toate că Organizația Internațională Hidrografică, IHO îl clasifică drept ocean, unii oceanografi numesc acest corp Marea Arctică Mediterană sau mai simplu Marea Arctică, considerându-l Marea Mediterană a Oceanului Atlantic.

## Geografie
Deși este cel mai mic ocean al planetei (suprafața sa fiind de 14.090.000 km2) este mai întins ca Europa. Are o formă aproape circulară, fiind centrat pe Polul Nord geografic al planetei. Este delimitat de țărmurile nordice ale continentelor Europa și Asia (Siberia) și America de Nord, precum și de cele ale insulei Groenlanda. Comunică liber cu apele Oceanului Atlantic si numai printr-o îngustă strâmtoare cu Oceanul Pacific.
Țărmurile celor trei continente care îl mărginesc sunt foarte crestate, rezultând numeroase peninsule, golfuri, estuare și fiorduri. Una din caracteristicile acestui ocean constă în faptul că nu are contact direct cu toate continentele care îl delimitează, ci prin intermediul mărilor mărginașe. O altă caracteristică importantă a acestui ocean o constituie prezența gheții: mai mult de jumătate din suprafața sa, pe timpul verii și peste trei pătrimi, în timpul iernii, este acoperită de o imensă calotă de gheață centrată pe Polul Nord.
În Oceanul Arctic există două importante drumuri maritime:
- cel de Nord-Est, care reprezintă calea cea mai scurtă, prin nordul Siberiei, între vestul (portul Murmansk) și estul Rusiei (portul Vladivostok)
- cel de Nord-Vest, care străbate apele arctice prin nordul continentului american, de la Atlantic la Pacific.

Multă vreme inaccesibile, astăzi cele două rute maritime sunt utilizate în mod frecvent, grație spărgătoarelor de gheață și navelor de construcție specială.

## Insule
Potrivit numărului de insule, Oceanul Arctic ocupă locul doi după Oceanul Pacific.În trecut Oceanul Arctic avea un șir de insule, în prezent scufundate, multe dintre ele aflându-se pe teritoriul platformei asiatice, dar și în jurul celorlalte continente (America de Nord și Europa). Printre aceste insule se numără: Președintelui, Krestianka, Keenan, Exploratorilor Polului Nord, Djillis, Kroker, Bredly, Tak-Puk, Andreev, Sanikov, Makarov, Belâi Medvedi. 
În ocean este cea mai mare insulă din lume, Groenlanda (2175,6 mii km²) și al doilea după mărime arhipelag: arhipelagul Arctic Canadian (1372,6 mii km², inclusiv cele mai mari insule: Baffin, Ellesmere, Victoria, Banks, Devon, Melville, Axel Heiberg, Southampton, Prince of Wales, Prince Patrick, Bathurst, King William, Bylot, Ellef Ringnes). Cele mai mari insule și arhipelaguri: arhipelagul Novaia Zemlea, arhipelagul Svalbard (insule: Spitsbergen, Pământul de la Nord-Est), arhipelagul Noua Siberie (insula Kotelny), arhipelagul Severnaia Zemlea , arhipelagul Franz Josef, insula Vranghel.

## Resurse naturale
Câmpiile petroliere și gazele naturale, zăcămintele plastice, nodurile polimetalice, agregatele de nisip și pietriș, peștele, sigiliile și balenele se găsesc în abundență în regiune.
Zona moartă politică din apropierea centrului mării este, de asemenea, punctul central al unei dispute în creștere dintre Statele Unite, Rusia, Canada, Norvegia și Danemarca. Este semnificativ pentru piața globală a energiei, deoarece poate deține 25% sau mai mult din resursele petroliere și gaze nedescoperite din lume.